# Белият ангел
Белият ангел (на сръбски: Бели анђео) е фреска, изрисувана от неизвестен автор през XIII век (в периода около 1230 – до 1240 г.) на южната стена на манастирската църква „Възнесение Христово“ в Милешево.
Фреската е разкрита през XX век, когато при реставрационни мероприятия е премахнат горният слой стенопис от XVI век и пред реставраторите и света се разкрива уникален шедьовър на изобразителното изкуство от времето на Палеологовия ренесанс.
Ангелът, облечен в бял хитон, седи на камък и със своята ръка показва на жените-мироносци пустата гробница на Христос.
Белият ангел е централен образ на художествената композиция Възкресение Христово (белият ангел седи на Христовия гроб, показвайки мястото на неговото възкресение), избран за т.нар. (на сръбски) Задужбина на зетя на Иван Асен II – рашкия крал Стефан Владислав /женен за дъщерята на царя Белослава Асенина/.

## Послание
Белият ангел е изпратен през 1963 г., като символ на мира и като цивилизационно послание, в първото сателитно излъчване на телевизионен сигнал от Европа за Америка, осъществено след края на Карибската криза. Чрез него Старият свят желае да припомни на Новия старата римска мъдрост: 
| „ | Всичко ново е добре забравено старо. | “ |

 Естетическото послание е в хармония със знаменателната мисъл на Достоевски: 
| „ | Красотата ще спаси света! | “ |

Образът на Белия ангел е изпратен и в космоса, като послание към неизвестни извънземни цивилизации с космическите кораби „Вояджър“, заедно с песента на Валя Балканска „Излел е Дельо хайдутин“.
|  | Тази страница частично или изцяло представлява превод на страницата White Angel в Уикипедия на английски. Оригиналният текст, както и този превод, са защитени от Лиценза „Криейтив Комънс – Признание – Споделяне на споделеното“, а за съдържание, създадено преди юни 2009 година – от Лиценза за свободна документация на ГНУ. Прегледайте историята на редакциите на оригиналната страница, както и на преводната страница, за да видите списъка на съавторите. ВАЖНО: Този шаблон се отнася единствено до авторските права върху съдържанието на статията. Добавянето му не отменя изискването да се посочват конкретни източници на твърденията, които да бъдат благонадеждни. |